# André Palmeiro
 André Palmeiro (Lissabon, begin januari 1569 – Macau, 14 april 1635) was een Portugese jezuïet, die na een academische carrière in Portugal benoemd werd tot visitator ( inspecteur) van een aantal missiegebieden van de Sociëteit van Jezus. Van 1618 tot 1626 was hij de hoogst verantwoordelijke voor de missie van de jezuïeten in Ethiopië en de missie in India en Tibet. Vanaf 1626 was hij de visitator van de missie van de jezuïeten in Japan alsmede de missie in China. 

## Opleiding en carrière in Portugal
Van de eerste vijftien jaar van leven is niets bekend. Ook van het gezin waarin hij opgroeide is niets meer bekend dan alleen de namen van zijn ouders. Op die leeftijd van vijftien jaar sloot hij zich aan de orde van de jezuïeten en begon te studeren aan het Colégio de Santo Antão in Lissabon. Vanaf 1584 is hij verbonden aan het Colégio de Jesus van de Universiteit van Coimbra. Na enige jaren werd hij benoemd tot hoogleraar in de filosofie, maar doceerde daarna vooral theologie. Palmeiro werd een van de leidende figuren in de academische wereld in Portugal. Hij was een veel gevraagd examinator bij opleidingen en was voorzitter van veel visitatiecommissies die de kwaliteit van opleidingen moesten beoordelen. 
Palmeiro was ook de belangrijkste auteur van het rapport dat leidde tot de heiligverklaring van Elisabeth van Portugal, ook wel Isabel van Portugal, (1271-1336). In 1614 werd hij benoemd tot rector van de Universiteit van Braga. In 1617 kreeg hij van de generaal-overste van de orde van de jezuïeten bericht dat hij benoemd zou worden tot visitator van de provincie Malabar. 

## Achtergrond
De jezuïeten verdeelden hun missiegebieden in geografische eenheden, die provincies werden genoemd. In principe was in ieder van die provincies een visitator  aanwezig. Een visitator was een inspecteur, die zelf niet direct betrokken was bij de uitvoering van de missie, maar wel in of nabij het missiegebied resideerde. Hij oefende namens de generaal-overste van de orde toezicht uit op de kwaliteit van de missies, het gedrag van de missionarissen en de voortgang van resultaten van de missie. In de periode van Palmeiro was de functie ook duidelijk belangrijker geworden dan die van de in het missiegebied aanwezige provinciaal. Een visitator  was verantwoordelijk voor het beleid in het missiegebied. Hij besliste over de inzet van middelen, personeel, handhaving dan wel opening van nieuwe missieposten. Eerdere  visitatores  in Azië, zoals Alessandro Valignano hadden een provinciaal al tot aftreden gedwongen. 
Vrijwel alle brieven en rapporten die Palmeiro in de achttien jaar van zijn bestaan als visitator naar de generaal-overste van de orde schreef zijn bewaard gebleven. Uit die brieven komt een beeld van een zeer vrome man, die echter in zijn bestuurlijke functie over het algemeen diplomatiek handelde en vooral zeer pragmatisch was. Hij nam zelden vooringenomen standpunten in, was bereid alle kanten van een conflict in overweging te nemen. De lijn was echter wel gehoorzaamheid aan de generaal-overste, missie bedrijven binnen de richtlijnen van de orde en vooral zoveel mogelijk bekeringen trachten te maken. In veel brieven worden zijn teleurstellingen over geringe aantallen bekeringen duidelijk.

## Visitatorvan de provincies Malabar en Goa

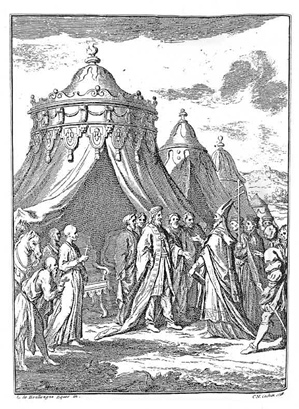
Ontvangst van Afonso Mendes, Latijns Patriarch van Ethiopië, door keizer Susenyos I

De provincie Malabar was aanzienlijk groter dan het zogenoemde landsdeel. De provincie omvatte het gehele zuiden van India en het huidige Sri Lanka. Ook missieposten in Bengalen, Birma, de Molukken en Malakka maakten deel uit van de provincie. Vrijwel onmiddellijk na aankomst werd hij geconfronteerd met een conflict dat al ruim een decennium de gemeenschap van jezuïeten en de Portugese kerkelijke autoriteiten in India verdeeld hield. Het de-escaleren van dit conflict dat bekend staat als de ritenstrijd in Malabar was ook het belangrijkste feit in die periode. 
Het conflict had betrekking op het ontwikkelen van een nieuwe missiestrategie door de Italiaanse jezuïet Roberto de Nobili (1577 1656). Die strategie richtte zich vooral op de brahmanen, de elite in de samenleving. De Nobili adopteerde de levensstijl van een sannyasa, een asceet. Hij kleedde zich in de kleren van een heilig man en profileerde zich als een "christelijke brahmaan". Bekeerde brahmanen stond hij toe de uiterlijke tekenen van hun sociale status te behouden. Kernpunt was zijn opvatting, dat die tekenen slechts politieke symbolen of tekenen van een status waren en absoluut geen relatie hadden met het hindoeïstisch geloof. 
De Nobili had zowel invloedrijke voor- als tegenstanders in India, waarvan de laatsten om een oordeel van paus Paulus V hadden gevraagd. Deze schreef uiteindelijk in 1617 een brief waarin hij afzag van een veroordeling van de strategie van De Nobili, maar tevens dat hij een nader onderzoek naar die strategie gewenst achtte, waarvoor Palmeiro verantwoordelijk werd. 
Palmeiro organiseerde een conferentie met voor- en tegenstanders en reisde zelf naar de missiepost van de Nobili. In zijn eindrapport schreef hij teleurgesteld te zijn over het resultaat van de strategie in termen van aantal bekeringen maar geen feitelijke belemmeringen te zien in het blijven dragen door bekeerden van uiterlijke symbolen van hun status en de levenswijze op zich van de Nobili. In 1623 oordeelde paus Gregorius XV met de apostolische brief  Romanæ Sedis Antistes dat de strategie van de Nobili toelaatbaar was.
In 1620 werd Palmeiro tevens visitator van de provincie Goa. Die provincie omvatte een immens gebied, waaronder Oost-Afrika, Madagaskar, het deel van India dat niet tot de provincie Malabar behoorde, het overige deel van het Mogolrijk en Tibet. Het laatste gebied kende in 1620 nog geen missieactiviteiten.
Een belangrijke opgave betrof de missie in Ethiopië. Vanaf midden zestiende eeuw waren enige jezuïeten in het land aanwezig geweest. Vanaf de vierde eeuw was de Koptisch-orthodoxe Kerk in Ethiopië de dominante religieuze stroming. Er was rond 1620 de verwachting dat voor het eerst een gehele natie bekeerd zou kunnen worden tot het rooms-katholicisme. In 1622 bekeerde keizer Susenyos I zich tot het rooms-katholieke geloof. Paus Urbanus VIII benoemde de jezuïet Afonso Mendes tot Latijns Patriarch van Ethiopia. André Palmeiro stond voor de opdracht de missie in het land te reorganiseren, uit te breiden en vooral veilige routes te creëren vanuit Goa, waarbij de suprematie van het Ottomaanse Rijk aan en in de Rode Zee een ernstige belemmering was. Palmeiro slaagde daarin, maar twee decennia later was de missie in Ethiopië door te grote weerstand van een deel van de elite en de koptische geestelijkheid geheel mislukt. 
André Palmeiro was ook de hoogst verantwoordelijke voor de missie in het Mogolrijk. De missie van meestal vijf, zes jezuïeten had vooral een diplomatieke rol, maar voelde zich daarnaast verantwoordelijk voor een aantal kleine christelijke gemeenschappen in Agra en Lahore die vooral bestond uit Armeense handelaren. Nieuwe bekeringen kwamen echter niet voor. Het hoofd van de missie in het rijk, António de Andrade, ontwikkelde een voorstel om nieuwe posten in het rijk te creëren, waaronder Gujarat. De kansen op bekeringen zouden volgens de Andrade daar reëel zijn. Dat bracht hem in conflict met de veel pragmatischer ingestelde Palmeiro. Palmeiro liet de situatie in de beoogde steden onderzoeken en kwam tot de conclusie dat de kans op nieuwe bekeringen daar inzet van de schaarse middelen en menskracht tot zijn beschikking niet rechtvaardigden. Hij verwierp dus het voorstel van de Andrade. Teleurgesteld verliet de Andrade zijn post en organiseerde op eigen initiatief de voorbereidingen voor een missie naar Tibet. Dat leidde in 1624 tot de vestiging van een missiepost in Tsaparang in het toen nog onafhankelijke Tibetaanse koninkrijk Guge. Omstreeks 1640 was ook deze missie geheel mislukt.

## Visitatorvan de provincie Japan en de viceprovincie China
In 1626 arriveerde Palmeiro in zijn nieuwe standplaats Macau. Tot 1618 had het missiegebied China een integraal onderdeel uitgemaakt van de provincie Japan van de jezuïeten. In dat jaar was besloten tot een administratieve scheiding van de missiegebieden en werd ondanks hevige oppositie van de jezuïeten verbonden aan de missie in Japan een aparte viceprovincie China gecreëerd. De viceprovincie was aanzienlijk armer dan de provincie Japan en was voor een belangrijk deel van de inkomsten afhankelijk van die provincie. Bij de administratieve scheiding was vastgelegd, dat de provincie Japan jaarlijks een vastgesteld bedrag aan de viceprovincie moest overmaken. Dit was voortdurend een bron van spanning tussen beide groepen jezuïeten. Het trachten te beheersen van die spanning zou tot aan zijn overlijden in 1636 voortdurend zijn aandacht vragen. De jezuïeten verbonden aan de missie in Japan waren verder van opvatting, dat de door Matteo Ricci in China ontwikkelde missiestrategie veel te ver was doorgeslagen. Het handelde dan vooral om de opvatting dat verering van Confucius en voorouderverering meer in het algemeen gedefinieerd werd als een maatschappelijk en cultureel verschijnsel, die los stonden van de gehele omgeving van bijgeloof. 

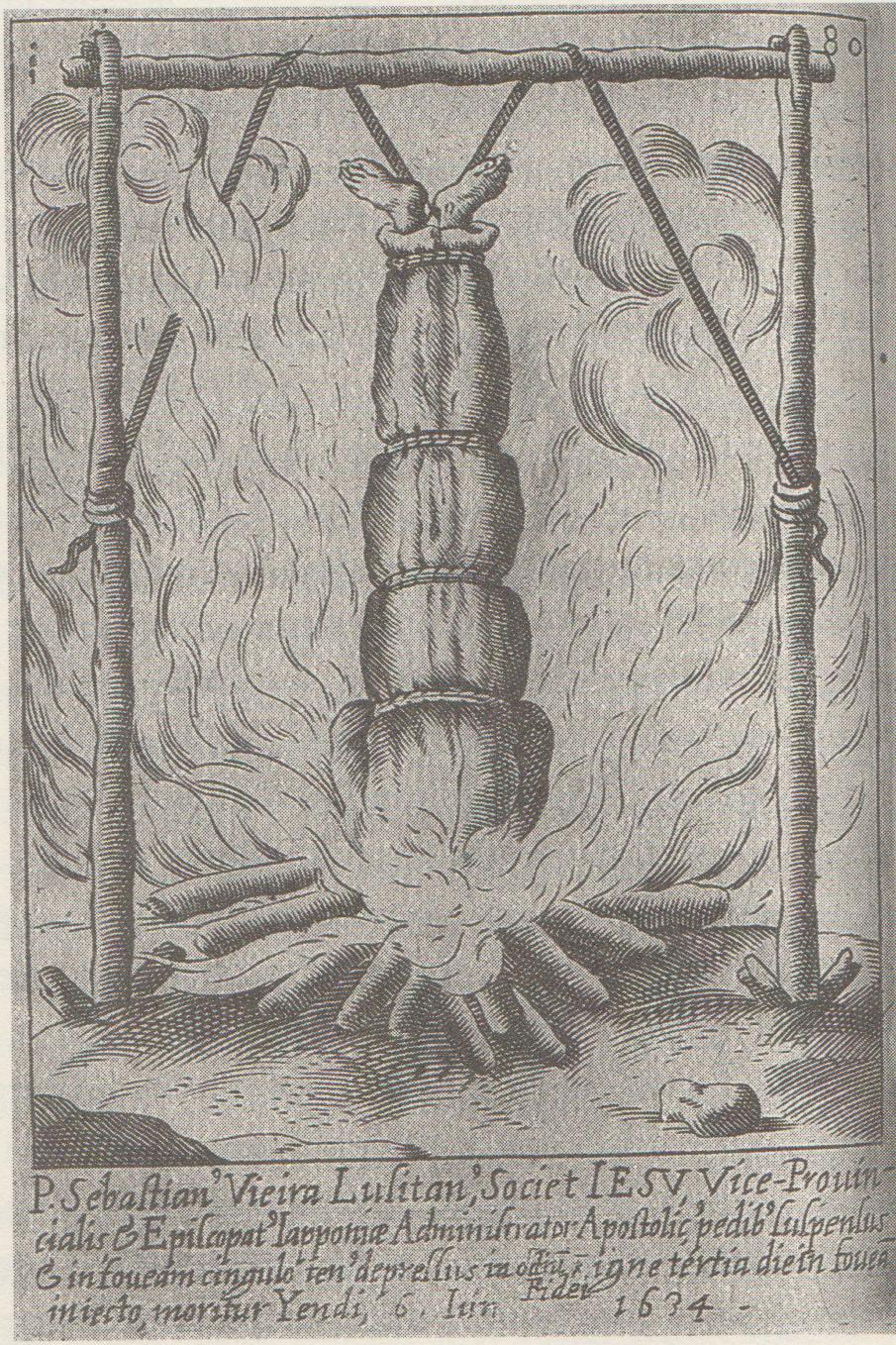
Foltering van Sebastião Veira

Feitelijk was het vooral de missie in Japan die in de grootste problemen zat. Die missie had in de tweede helft van de zestiende eeuw grote successen geboekt. Begin zeventiende eeuw werd die missie ook gezien als de belangrijkste en meest prestigieuze onderneming van de orde. In 1614 werd echter de uitoefening van het christendom in Japan verboden en kregen de missionarissen opdracht het land te verlaten. Een aanzienlijk aantal koos ervoor te blijven en nieuwe missionarissen slaagden er ook in het land weer binnen te komen. Met het aantreden in 1623 van Tokugawa Iemitsu, de derde shogun van het Tokugawa-shogunaat, werd het Japanse overheidsbeleid gericht op de vernietiging van het christendom in het land. Er werd nu actief jacht gemaakt op nog in het land verblijvende missionarissen, die helemaal ondergronds moesten werken en Japanse christenen.
Palmeiro trachtte uit Japan gevluchte missionarissen zoveel mogelijk te herplaatsen in het ook tot de provincie Japan behorende Indochina. Hij keerde zich echter scherp tegen de wens van een aantal jezuïeten om nieuwe missionarissen naar Japan te zenden. Palmeiro was feitelijk overtuigd, dat de missie in Japan een verloren zaak was en het zenden van nieuwe krachten alleen tot nieuwe executies en verdere vervolging zou leiden. Hij verbood pogingen dit vanuit Macau te doen, maar kon pogingen vanuit Manilla niet verhinderen. In 1630 had Palmeiro de procurator die verantwoordelijk was voor het financieel beheer van de orde in het missiegebied, Sebastião Veira, tot de orde moeten roepen. Viera vertrok naar Manilla en vanuit daar naar Nagasaki. Hij werd na een jaar gearresteerd en stierf de martelaarsdood. 
Palmeiro zond wel geld naar Japan, dat uiteindelijk terecht kwam bij Cristóvão Ferreira, die sinds 1609 in Japan werkzaam was. Ferreira was de leidinggevende van een netwerk dat nu geheel ondergronds moest werken. Ferreira had in kringen van jezuïeten in Azië maar ook in Rome een heroïsche status verworven. In 1633 werd hij gearresteerd. Na een foltering deed hij formeel afstand van het christelijk geloof. Zijn apostasie had in katholieke kringen in Europa een grote schok tot gevolg. Die werd nog groter toen duidelijk werd, dat Ferreira ook voor de Japanse inquisitie ging werken. Ferreira zou de meest controversiële apostaat in de geschiedenis van de orde worden. 
Palmeiro kon door de situatie in Japan dit land nooit bezoeken. Hij was wel de eerste visitator  van de orde die – in 1628 en 1629 – een inspectiereis langs vrijwel alle missieposten in China maakte. Hij raamde het aantal christenen na veertig jaar missiearbeid op zesduizend. In Peking raamde hij het aantal christenen na twintig jaar missie daar op minder dan driehonderd. In zijn rapport aan de generaal-overste van de orde benoemde hij dat als een zeer teleurstellend en veel te mager resultaat. Palmeiro zag het ontbreken van formele toestemming aan missionarissen van de Chinese overheid om in het land te verblijven als een ernstige belemmering.
Hij had echter ook ernstige kritiek op de ook naar zijn mening te ver doorgeschoten missiestrategie gericht op het accommoderen van in China aanwezige opvattingen en gebruiken in de uitoefening van het christendom daar. Hij benoemde die als niet effectief. Hij had grote kritiek op missionarissen die te veel tijd doorbrachten met de geletterde elite in China te informeren over nieuwe inzichten op het terrein van astronomie, mathematica en cartografie, maar verzuimden de christelijke boodschap tegelijkertijd aan de orde te stellen. Palmeiro verwierp ook de opvatting van een groot deel van de daar aanwezige jezuïeten, dat het christendom en het confucianisme in ethisch en moreel opzicht gelijkwaardig zouden zijn. 
De missie in Japan had voor een transliteratie vanuit het Latijn gekozen voor het benoemen van de christelijke kernbegrippen. God was in Japan  Deusu, christelijke zaken en soms ook personen werden daar aangeduid met  Kirishitan  . In China was gekozen voor bestaande termen uit de canon van het confucianisme. De christelijke god werd benoemd als Shangdi (hoogste heer) of  Tianzhu, de hemel was  tian, maar ook dat werd wel voor God gebruikt, de engelen waren  Tianshen . Palmeiro verbood het hanteren van Shangdi, omdat die benaming onvoldoende theïstische en vooral monotheïstische relevantie zou hebben. Ook die kwestie zou nog tijdens zijn leven onderdeel gaan uitmaken van de ritenstrijd in China. 
In de geschiedschrijving over de missie in China was er tot diep in de twintigste eeuw een beeld van een verenigd blok van daar aanwezige jezuïeten tegenover vertegenwoordigers van andere religieuze ordes. De publicaties over Palmeiro in de eenentwintigste eeuw hebben duidelijk gemaakt dat er ook binnen de jezuïeten in China zelf heel divers konden worden gedacht.
- Bibliothèque nationale de France: cb16941712j (data)
- Gemeinsame Normdatei: 1060811677
- International Standard Name Identifier: 0000 0000 6268 5069
- Library of Congress Control Number: n2014028462
- Nationale Bibliotheek van Israël: 987007576993105171
- Système universitaire de documentation: 12949478X
- Virtual International Authority File: 89311903
- WorldCat: E39PBJyGWPvhqCMf6fty6k4Xh3